# Fran Barle
Fran Barle, slovenski utemeljitelj in organizator gasilstva, * 20. november 1864, Cerklje na Gorenjskem, † 23. maj 1928, Ljubljana.

## Življenje in delo
Rodil se je očetu Francu in materi Marjani (roj. Hribernik).
Po vojaški službi (1884–1893) je prišel v Ljubljano, se zaposlil na magistratu, kjer je služboval kot ravnatelj vojaškega urada. K ljubljanskim prostovoljnim gasilcem in reševalnemu društvu je pristopil 1899 ter vodil njihovo blagajniško knjigo do 1921. V Ljubljanskem prostovoljnem gasilskem društvu je ob podpori župana Ivana Hribarja uvedel slovensko poveljevanje. Reorganiziral je gasilstvo Slovenije, dosegel združenje Kranjske gasilske zveze s Slovansko gasilsko zvezo, 1908 dosegel, da je nova Slovenska gasilska zveza obsegala Kranjsko, Spodnje Štajersko in Primorsko. Dve leti kasneje je organiziral zbor Slovenske gasilske zveze in slovanski gasilski zlet v Ljubljani.
Po končani vojni je vodil priprave za ustanovitev Jugoslovanske gasilske zveze v Ljubljani in postal 1919 njen prvi starosta, ter jo vodil do smrti. Leta 1912 je prevzel urejevanje lista Gasilec ter objavljal v njem razne članke in sledeče samostojne publikacije: Redovne vaje za slovensko gasilstvo (1906); Gasilska knjižnica (1920).